# Whitehouse (Texas)
Whitehouse è un comune degli Stati Uniti d'America, situato in Texas, nella contea di Smith.